# Ahmed Kebaili
Ahmed Kebaili (Blida, 21 februari 1925 - Blida, 8 september 2013) wordt beschouwd als de succesvolste Algerijns wielrenner. Zo werd hij drie keer nationaal kampioen op de weg. Hij was professional van 1948 tot en met 1955.

## Overwinningen
1948
- Nationaal kampioen achtervolging, baan
- Nationaal kampioen op de weg

1949
- 4e etappe van de Ronde van Algerije
- 7e etappe van de Ronde van Marokko

1950
- Nationaal kampioen op de weg

1951
- Nationaal kampioen op de weg
- 15e etappe van de Ronde van Marokko

1952
- 6e etappe (deel A) van de Dauphiné Liberé
- 2e, 3e etappe en eindklassement van de GP de Constantine et des Zibans
- Trophéé du Journal d’Alger

1954
- 2e etappe van de Ronde van Marokko

1955
- 4e etappe van de Ronde van Marokko

## Resultaten in voornaamste wedstrijden
| Jaar | Ronde van Italië | Ronde van Frankrijk | Ronde van Spanje |
| ---- | ---------------- | ------------------- | ---------------- |
| 1950 |                  | 40e                 |                  |
| 1951 |                  | buiten tijd         |                  |
| 1952 |                  | 39e                 |                  |
| 1953 |                  | opgave              |                  |
| 1954 |                  | opgave              |                  |